# Disturbia (film)
Disturbia is een Amerikaanse thriller uit 2007 van regisseur D.J. Caruso. De film is licht gebaseerd op de Alfred Hitchcock-klassieker Rear Window.
In Nederland en België is de film geschikt bevonden voor personen van 16 jaar en ouder.

## Kenmerken
In augustus 2007 had de film bijna 100 miljoen dollar opgebracht, tegen een budget van 20 miljoen dollar. Er wordt gesproken over een vervolg, maar het is niet bekend of de acteurs daaraan mee zullen werken. De film en de acteerprestatie van hoofdrolspeler Shia LaBeouf werden positief ontvangen. Sommige kritieken waren minder te spreken over de omslag van een thriller naar een slasher-film op 2/3 van de film.
In de Verenigde Staten werd de dvd uitgebracht op 7 augustus 2007. De film kwam tevens uit op hd-dvd en blu-ray.

## Verhaal
De film begint met de tienerjongen Kale Brecht (LaBeouf) die betrokken raakt bij een auto-ongeluk bij terugkomst van een visuitstapje met zijn vader Matt (Matt Craven). Zijn vader komt daarbij om. Een jaar later geeft Kale zijn leraar Spaans een klap in zijn gezicht nadat die een ongepaste opmerking over zijn vader maakt. Kale wordt veroordeeld tot drie maanden huisarrest en krijgt een enkelband om met een gps-sensor, waardoor hij niet verder dan tien meter van zijn huis verwijderd kan zijn zonder dat de politie een signaal krijgt.
Aanvankelijk denkt hij die drie maanden wel door te komen door videogames te spelen, maar zijn moeder heft zijn iTunes- en Xbox Live-abonnement op en knipt daarnaast ook nog zijn tv-stekker door. Zijn verveling leidt tot het bespioneren van zijn omgeving met een verrekijker. Hij merkt dat zijn buurman Robert Turner (David Morse) in een Ford Mustang uit de jaren 1960 rijdt. Het automodel komt exact overeen met een nieuwsbericht waarin wordt gesproken over een seriemoordenaar uit Austin, Texas. Een paar dagen later bespioneren Kale en zijn goede vriend Ronnie (Aaron Yoo) Kales nieuwe knappe buurmeisje Ashley (Sarah Roemer). Zij ontdekt de spionage wanneer Ronnie met de verrekijker tegen het raam klapt. Ashley maakt kennis met de twee jongens en ze besluit mee te doen met de spionage van de verdachte buurman.
Zowel Ronnie als Ashley betwijfelen of de man wel een moordenaar is, maar ze raken meer overtuigd wanneer ze in Turners huis een vrouw zien die hij had meegenomen van een nachtclub en die daarna mogelijk vermoord wordt. Kale zag in de garage van Turner een plastic zak liggen en mogelijk zit daar het lijk van de vrouw in. Ronnie wordt erop afgestuurd met een draadloze camera. Kale denkt dat hij wordt vastgehouden door Turner, maar zijn enkelband zorgt ervoor dat de politie gealarmeerd wordt. Dan arriveert de politie en wordt de zak uit Turners garage gesleept. De inhoud is een dood hert, aangereden door Turner. Kale denkt nog steeds dat Ronnie dood is, maar hij hield Kale voor de gek. In werkelijkheid had hij zich opgesloten in een kast bij Kale. Dat leek hem wijzer dan het huis van Turner uit te komen en te moeten uitleggen hoe hij daar terechtkwam. Kale komt er met een waarschuwing van de politie vanaf.
Kales moeder Julie (Carrie-Anne Moss) bezoekt Turner om te proberen ervoor te zorgen dat hij geen aanklacht tegen Kale indient. Turner slaat Kales moeder echter tegen het hoofd en ze wordt bewusteloos opgeborgen. Kale is ondertussen bezig met het analyseren van de beelden die Ronnie had gemaakt in het huis van Turner. Hij ziet dat er een lichaam van een dode persoon ligt achter een opening in de muur. Hij probeert de politie op te roepen door met zijn enkelband buiten de toegestane zone te komen, maar hij wordt aangevallen door Turner. Turner legt hem uit hoe hij Kale de moord op zijn moeder en op Ronnie in de schoenen gaat schuiven. Kale zou zijn moeder vermoord hebben omdat hij er niet langer tegen kon dat zij hem de schuld gaf van de dood van zijn vader. Turner dwingt Kale een bekentenis te schrijven aan Ashley. Wanneer hij begint met schrijven komt Ashley het huis binnenvallen en springt zij Turner in de nek. Samen ontsnappen ze om Kales moeder te redden.
Als Kale in Turners huis binnendringt, vindt hij een ruimte met water waarin diverse lijken liggen. Kale zoekt verder in de kelder en vindt er zijn moeder, vastgebonden aan een balk onder het huis, met Turner direct achter haar. Kale en zijn moeder schakelen samen Turner uit en ontsnappen, terwijl de politie dan ook arriveert.
Aan het einde van de film mag Kale zijn enkelband afdoen vanwege goed gedrag en zoent hij met Ashley terwijl Ronnie het gebeuren opneemt. Hij merkt op dat het de populairste video van YouTube zal worden, waarna Kale zijn middelvinger opsteekt en de camera verder inzoomt zodat de beelden tot blokken pixels vervallen.

## Rolverdeling
| Acteur              | Personage               |
| ------------------- | ----------------------- |
| Shia LaBeouf        | Kale Brecht             |
| Sarah Roemer        | Ashley Carlson          |
| David Morse         | Robert Turner           |
| Carrie-Anne Moss    | Julie Brecht            |
| Aaron Yoo           | Ronald "Ronnie" Chu     |
| Jose Pablo Cantillo | agent Gutierrez         |
| Matt Craven         | Daniel Brecht           |
| Viola Davis         | rechercheur Parker      |
| Luciano Rauso       | Greenwood buurjongen #1 |
| Brandon Rauso       | Greenwood buurjongen #2 |
| Daniel Caruso       | Greenwood buurjongen #3 |
| Rene Rivera         | Mr. Gutierrez           |
| Amanda Walsh        | Minnie Tyco             |
| Gillian Shure       | Turners date            |